# Willie Steele
Willie Samuel Steele  (ur. 14 lipca 1923 w Seeley, zm. 19 września 1989 w Oakland) – amerykański  lekkoatleta skoczek w dal, mistrz olimpijski z Londynu z 1948.
Steele osiągnął najlepszy rezultat na świecie w skoku w dal w sezonie 1942 – 7,81 m. Potem przerwał karierę lekkoatletyczną, ponieważ walczył podczas II wojny światowej. Po jej zakończeniu wznowił treningi i w latach 1946–1948 ponownie miał najlepsze wyniki na świecie. Jego rekord życiowy 8,07 m z 1947 był wówczas drugim rezultatem w historii skoku w dal po rekordzie świata Jesse Owensa 8,13 m. Zdobył mistrzostwo Stanów Zjednoczonych (AAU) w 1946 i 1947 oraz akademickie mistrzostwo USA (NCAA) w 1947 i 1948.
Ukoronowaniem lekkoatletycznej kariery Steele’a był złoty medal na igrzyskach olimpijskich w 1948 w Londynie z nowym rekordem olimpijskim 7,825 m, mimo że miał kontuzjowaną kostkę i oddał tylko dwa skoki.